# Biblioteka fundacyjna
Biblioteka fundacyjna – typ biblioteki prywatnej działającej dzięki funduszom zagwarantowanym aktem fundacyjnym i określonym w nim zasadom. W Polsce tego typu instytucje powstały w XIX wieku, dzięki właścicielom niektórych bibliotek rodowych, którzy po utracie niepodległości kraju chcieli zabezpieczyć zbiory przed rozproszeniem i udostępnić je szerszym kręgom użytkowników.
Do najbardziej znanych polskich bibliotek fundacyjnych zaliczają się:
- Biblioteka Baworowskich
- Biblioteka Czartoryskich
- Biblioteka Kórnicka
- Biblioteka Ordynacji Krasińskich
- Biblioteka Ordynacji Przeździeckich
- Biblioteka Ordynacji Zamojskiej
- Biblioteka Raczyńskich
- Biblioteka Wróblewskich
- Zakład Narodowy im. Ossolińskich.

Europejskie biblioteki fundacyjne:
- Biblioteka Ambrozjańska w Mediolanie
- Biblioteka Angelica w Rzymie
- Biblioteka Bodleiana w Oksfordzie.